# Ривина, Анна Валерьевна
А́нна Вале́рьевна Ри́вина (род. 1 ноября 1989, Москва) — российский общественный деятель, эксперт по теме домашнего насилия и гендерной дискриминации, создатель и руководитель Центра по работе с проблемой насилия «Насилию.нет». Кандидат юридических наук. Преподаёт семейное право, занимается просветительской и общественной деятельностью.

## Биография
Анна Ривина родилась 1 ноября 1989 года в Москве. Первый класс окончила в школе при посольстве Российской Федерации в Вашингтоне, США, где жила с бабушкой и дедушкой. Последующие классы Анна училась в Москве, параллельно обучалась в музыкальной школе № 1 имени С. С. Прокофьева по классам хора и фортепиано.
В 2011 окончила юридический факультет РГГУ со специализацией по международному публичному праву. В том же году поступила в аспирантуру НИУ ВШЭ, кафедра «ЮНЕСКО» по авторскому праву и другим правам интеллектуальной собственности. В 2013—2015 годах Анна училась в Тель-Авивском университете, где получила диплом магистра политологии и политический коммуникаций. В 2016 году защитила кандидатскую диссертацию по информационному праву в НИУ ВШЭ, тема диссертации: «Внесудебные механизмы разрешения информационных споров», научный руководитель — М. А. Федотов.
На третьем курсе университета Анна устроилась работать в Общественную коллегию по жалобам на прессу, где с несколькими перерывами проработала почти шесть лет, до 2014 года. В 2012—2013 годах параллельно работала в Трансперенси Интернешнл Россия. С 2016 по 2018 работала исполнительным директором в фонде «СПИД.Центр».
В 2015 году Ривина придумала и стала развивать проект «Насилию.нет», который на сегодняшний день является одной из ведущих организаций в стране, занимающейся проблемой домашнего насилия. Анна начала заниматься темой домашнего насилия после того, как прочитала статью Анны Жавнерович «Твоё истинное лицо» на портале W-O-S. В ней журналистка публично рассказала о насилии со стороны партнёра. Жавнерович приложила много усилий, чтобы суд признал его виновным, но потом его амнистировали в честь годовщины победы в Великой Отечественной войне.
После этого Анна Ривина решила создать сайт, на котором будет собрана информация для тех, кто столкнулся с насилием. Первоначальной и основной задачей «Насилию.нет» стало сделать проблему домашнего насилия видимой, чтобы о ней заговорили всерьёз. В рамках проекта в 2016 году было создано первое в России мобильное приложение для пострадавших от насилия, а также первый информационно-справочный портал, который собрал в себе всю необходимую информацию для пострадавших от домашнего насилия. "Насилию.нет" создаёт различные социальные кампании и просветительские видеопроекты со звёздами и экспертами.
В апреле 2018 года в Минюсте РФ была зарегистрирована АНО, а в сентябре 2019 у Центра появилось своё открытое пространство, где пережившие насилие в семье могут получить комплексную профессиональную помощь, это стало первым подобным открытым местом в Москве.
В октябре 2020 года на канале «Домашний» стартовал проект «Скажи: Нет!», посвящённый семейному насилию, одним из приглашённых экспертов в который стала Ривина.
С января 2021 года Анна Ривина присоединилась к коллегии адвокатов Pen&Paper как специальный советник по гендерно-чувствительным вопросам.
В июне 2021 года дебютировала в качестве ведущей утреннего эфира на телеканале «Дождь».
25 ноября 2021 года сервис «ЛитРес» анонсировал выход весной 2022 года первой книги Ривиной о феномене домашнего насилия в России и за рубежом. Рабочее название книги — «От Евы до фемпроблемы, или Трансформация женской повестки».
10 февраля 2023 года Министерством юстиции России внесена в список физических лиц «иностранных агентов».

## Награды и признание
- В декабре 2018 года Анну Ривину включили в список «100 выдающихся людей 2018 года» по версии журнала «Эксперт»[19].
- В марте 2019 года Анна стала амбассадором кампании Levi’s «I Shape My World», которая рассказывает о женщинах, меняющих мир[20][21].
- В июне 2019 года журнал РБК включил Анну Ривину в список 20 молодых и перспективных россиян, двигающих страну вперёд[22].
- В мае 2020 Анна вошла в рейтинг Forbes самых успешных молодых людей «30 до 30» в номинации «социальные практики»[7].
- В марте 2021 года фотографию Анны Ривиной поместили на обложку американского журнала Time[23]. Анна стала первой женщиной из России, чьё портретное фото было опубликовано на обложке журнала[источник не указан 466 дней]. До этого в 1988 году на обложке журнала появлялся портрет Раисы Горбачёвой[24], а в 2012 году — изображение группы Pussy Riot[25]. В номере журнала опубликована статья «Российские власти не противостоят эпидемии домашнего насилия. Вместо них борются эти женщины» (англ. Russia's Leaders Won't Deal With a Domestic Violence Epidemic. These Women Stepped Up Instead)[26]. Материал посвящён Центру «Насилию.нет» и другим организациям и инициативам, которые работают с проблемой насилия в России[27].
- В апреле 2021 года Анна стала призёром премии «Headliner года» в номинации «Общественная деятельность и социальные проекты»[28].